# 2013-as Európa-liga-döntő
A 2013-as Európa-liga-döntő az Európa-liga története során a negyedik, az elődjét, az UEFA-kupa-döntőket is figyelembe véve pedig a 42. döntő volt. A mérkőzésnek az amszterdami Amsterdam ArenA adott otthont 2013. május 15-én. A találkozót a Chelsea nyerte.
A mérkőzés győztese részt vesz a 2013-as UEFA-szuperkupa döntőjében, ahol az ellenfél a 2012–2013-as UEFA-bajnokok ligája győztese lesz.

## A helyszín
A mérkőzés helyszíne az Ajax stadionja, az 52 342 férőhelyes Amsterdam ArenA volt. Itt rendezték az 1998-as UEFA-bajnokok ligája-döntőt, valamint a 2000-es labdarúgó-Európa-bajnokság egyik helyszíne is volt.

## Út a döntőig
Mindkét csapat az UEFA-bajnokok ligája csoportkörében szerepelt, és csoportharmadikként kerültek át az Európa-liga egyenes kieséses szakaszába.
Az eredmények az adott csapat szempontjából szerepelnek.
| Csapat           | M | Gy | D | V | G+ | G– | Gk | P  |
| ---------------- | - | -- | - | - | -- | -- | -- | -- |
| FC Barcelona     | 6 | 4  | 1 | 1 | 11 | 5  | +6 | 13 |
| Celtic           | 6 | 3  | 1 | 2 | 9  | 8  | +1 | 10 |
| Benfica          | 6 | 2  | 2 | 2 | 5  | 5  | 0  | 8  |
| Szpartak Moszkva | 6 | 1  | 0 | 5 | 7  | 14 | –7 | 3  |

| Csapat        | M | Gy | D | V | G+ | G– | Gk  | P  |
| ------------- | - | -- | - | - | -- | -- | --- | -- |
| Juventus      | 6 | 3  | 3 | 0 | 12 | 4  | +8  | 12 |
| Sahtar Doneck | 6 | 3  | 1 | 2 | 12 | 8  | +4  | 10 |
| Chelsea       | 6 | 3  | 1 | 2 | 16 | 10 | +6  | 10 |
| Nordsjælland  | 6 | 0  | 1 | 5 | 4  | 22 | –18 | 1  |

## A mérkőzés
| 2013. május 15. 20:45 |

| Benfica                | 1–2               | Chelsea                   |
| ---------------------- | ----------------- | ------------------------- |
| Cardozo 68' (11-esből) | (0–0) Jegyzőkönyv | Torres 60' Ivanović 90+3' |

| Amsterdam ArenA, Amszterdam Nézőszám: 46 163 Játékvezető: Björn Kuipers (holland) |

| Benfica | Chelsea |

| GK          | 1  | Artur Moraes           |       |     |
| RB          | 34 | André Almeida          |       |     |
| CB          | 4  | Luisão                 | 61'   |     |
| CB          | 24 | Ezequiel Garay         | 45+1' | 78' |
| LB          | 25 | Lorenzo Melgarejo      |       | 66' |
| DM          | 21 | Nemanja Matić          |       |     |
| CM          | 35 | Enzo Pérez             |       |     |
| RW          | 18 | Eduardo Salvio         |       |     |
| AM          | 20 | Nicolás Gaitán         |       |     |
| LW          | 19 | Rodrigo                |       | 66' |
| CF          | 7  | Óscar Cardozo          |       |     |
| Cserék:     |    |                        |       |     |
| GK          | 13 | Paulo Lopes            |       |     |
| DF          | 33 | Jardel                 |       | 78' |
| MF          | 89 | André Gomes            |       |     |
| MF          | 23 | Jonathan Urretaviscaya |       |     |
| MF          | 10 | Pablo Aimar            |       |     |
| MF          | 15 | Ola John               |       | 66' |
| FW          | 11 | Lima                   |       | 66' |
| Vezetőedző: |    |                        |       |     |
| Jorge Jesus |    |                        |       |     |

| GK             | 1  | Petr Čech          |     |
| RB             | 28 | César Azpilicueta  |     |
| CB             | 2  | Branislav Ivanović |     |
| CB             | 24 | Gary Cahill        |     |
| LB             | 3  | Ashley Cole        |     |
| DM             | 4  | David Luiz         |     |
| CM             | 8  | Frank Lampard      |     |
| RW             | 7  | Ramires            |     |
| AM             | 10 | Juan Mata          |     |
| LW             | 11 | Oscar              | 14' |
| CF             | 9  | Fernando Torres    |     |
| Cserék:        |    |                    |     |
| GK             | 22 | Ross Turnbull      |     |
| DF             | 19 | Paulo Ferreira     |     |
| MF             | 12 | John Obi Mikel     |     |
| MF             | 57 | Nathan Aké         |     |
| MF             | 30 | Yossi Benayoun     |     |
| MF             | 13 | Victor Moses       |     |
| FW             | 21 | Marko Marin        |     |
| Vezetőedző:    |    |                    |     |
| Rafael Benítez |    |                    |     |

| A mérkőzés játékosa: Frank Lampard (Chelsea) Asszisztensek: Sander van Roekel (holland) Erwin Zeinstra (holland) Pol van Boekel (holland) Richard Liesveld (holland) Negyedik játékvezető: Felix Brych (német) | Szabályok - 90 perc. - Döntetlen esetén 30 perc hosszabbítás. - Döntetlen esetén büntetőpárbaj. - Hét megnevezett cserejátékos. - Három cserelehetőség. |